# Exira (Iowa)
Exira es una ciudad ubicada en el condado de Audubon en el estado estadounidense de Iowa. En el Censo de 2010 tenía una población de 840 habitantes y una densidad poblacional de 319,22 personas por km².

## Geografía
Exira se encuentra ubicada en las coordenadas 41°35′31″N 94°52′52″O / 41.59194, -94.88111. Según la Oficina del Censo de los Estados Unidos, Exira tiene una superficie total de 2.63 km², de la cual 2.63 km² corresponden a tierra firme y (0%) 0 km² es agua.

## Demografía
Según el censo de 2010, había 840 personas residiendo en Exira. La densidad de población era de 319,22 hab./km². De los 840 habitantes, Exira estaba compuesto por el 98.57% blancos, el 0.24% eran afroamericanos, el 0.12% eran amerindios, el 0.36% eran asiáticos, el 0% eran isleños del Pacífico, el 0% eran de otras razas y el 0.71% pertenecían a dos o más razas. Del total de la población el 1.43% eran hispanos o latinos de cualquier raza.